# 박기영 (1964년)
박기영(朴基榮, 1964년 12월 31일~)은 대한민국의 남성 가수, 작사가, 작곡가, 기업가 겸 대학 교수이고, 현재 《동물원》의 원년 구성원 가운데의 일원이다.

## 이력
서울 서대문구 신촌동에서 출생하였으며 서울 용산구 이태원동에서 잠시 유년기를 보낸 적이 있는 그는 1984년 언더그라운드 라이브 클럽에서 포크 록 음악 가수 첫 데뷔하였고 1988년 포크 록 음악 그룹 동물원의 구성원으로 정식 데뷔하였다. 그 이후로는 전업 가수의 이미지를 표방치는 않았으나, 1990년 자신의 프로젝트 솔로 1집 앨범을 발표하기도 하였다. 2000년 8월 이후 자신이 직무한 서울 모 벤처 기업사 상무이사 직위에 승진하였고, 이후 벤처 기업사 부이사장 시절이던 2009년 2월에서부터 음악대학 객원교수 및 겸임교수 등로도 출강하여 현재(가톨릭관동대학교 주임교수)에 이르고 있다.
1988년 동물원 시절 〈동물원 1집〉 음반에 수록되어 현재까지 크게 히트를 기록하고 있는 《변해가네(김창기 작사 및 작곡 / 김창기, 김창완, 조동익 편곡)》라는 곡에서 주요 보컬을 맡았다.

## 학력
- 경기국민학교(前) → 신용산국민학교 졸업
- 한강중학교 졸업
- 상문고등학교 졸업
- 연세대학교 정치외교학과 학사
- 경희대학교 대학원 공연예술학과 예술학 석사
- 경희대학교 대학원 공연예술학과 예술학 박사